# 141
Évszázadok: 1. század – 2. század – 3. század
Évtizedek: 90-es évek – 100-as évek – 110-es évek – 120-as évek – 130-as évek – 140-es évek – 150-es évek – 160-as évek – 170-es évek – 180-as évek – 190-es évek
Évek: 136 – 137 – 138 – 139 –  140 – 141 – 142 – 143 – 144 – 145 – 146

## Események
- A Halley-üstökös ismét napközelbe érkezik. Az égen feltűnő üstököst kínai és indiai csillagászok is megfigyelik.

### Római Birodalom
- Titus Hoenius Severust (helyettese májustól C. Julius Pisibanus, szeptembertől T. Caesernius Statianus, novembertől L. Annius Fabianus) és Marcus Peducaeus Stloga Priscinust (helyettese Larcius Lepidus) választják consulnak.
- Quintus Lollius Urbicus britanniai kormányzó három légióval és segédcsapatokkal benyomul a Hadrianus-faltól északra eső területekre, és egészen a Clyde-Forth vonalig megszállja a mai Dél-Skóciát.
- A római Forumon felépül Antoninus Pius császár előző évben elhunyt feleségének, Faustinának a temploma.
- A kis-ázsiai Lükiát és Káriát erős földrengés rázza meg, és a keletkező árhullám is súlyos károkat okoz a partvidéken, többek között elpusztul Müra színháza.

## Születések
- Cseng Jü, kínai politikus, Cao Cao hadúr tanácsadója

## Fordítás
- Ez a szócikk részben vagy egészben  a(z)   141 című francia Wikipédia-szócikk ezen változatának fordításán alapul.  Az eredeti cikk szerkesztőit annak laptörténete sorolja fel. Ez a jelzés csupán a megfogalmazás eredetét és a szerzői jogokat jelzi, nem szolgál a cikkben szereplő információk forrásmegjelöléseként.